# 維尼齊亞 (姆利尼夫區)
50°29′47″N 25°25′54″E / 50.49639°N 25.43167°E
維尼齊亞（烏克蘭語：Війниця），是烏克蘭西北部的村莊，隸屬里夫內州的杜布諾區。該村始建於1545年，面積18平方公里，海拔高度216米，2001年人口624，人口密度每平方公里34.6人。